# Ace Attorney Investigations 2: Prosecutor’s Gambit
Ace Attorney Investigations 2: Prosecutor’s Gambit (яп. 逆転検事2 Гякутэн Кэндзи 2), или Ace Attorney Investigations 2: Prosecutor’s Path, — компьютерная игра в жанре визуальной новеллы, разработанная и изданная компанией Capcom в 2011 году только в Японии на японском языке. В 2024 году игра, наконец, получила англоязычный релиз как часть сборника Ace Attorney Investigations Collection. Является сиквелом спин-оффа серии Ace Attorney — Ace Attorney Investigations: Miles Edgeworth.
Как и в своей предшественнице, в Prosecutor’s Gambit игрок управляет прокурором Майлзом Эджвортом и расследует дела об убийствах. Игровой процесс разделён на две стадии: расследование и опровержение. Во время расследования игрок должен исследовать место преступления, находить улики и общаться с очевидцами, чтобы получить сведения о деле. В стадии опровержения игрок выслушать выводы или предположения других персонажей и опровергнуть ошибочные заявления в схожей с перекрёстными допросами из основной серии манере. По сравнению с Ace Attorney Investigations: Miles Edgeworth, в геймплее Prosecutor’s Gambit появилась новая игровая механика под названием «логические шахматы» (англ. Mind Chess, яп. 口ジックチェス). С её помощью Эджворт, когда какой-либо персонаж на некоем этапе расследования «закрывается» и не желает делиться информацией, может «вскрыть оборону» этого персонажа и узнать скрываемые им сведения.

## Разработка
Руководителем проекта разработки игры стал Такэси Ямадзаки, продюсером — Мотохидэ Эсиро, а за музыку отвечал Нориюки Ивадарэ. Разработка Prosecutor’s Gambit шла быстрее своей предшественницы, потому что, когда как в Ace Attorney Investigations ввели несколько совершенно новых игровых механик, при создании второй части у разработчиков уже был фундамент. Из-за этого при создании игры больший фокус был направлен на сюжетную составляющую. По словам Эсиро и Ямадзаки, главным нововведением стала новая система допросов. Они решили представить её метафорой на игру в шахматы — любимую игру Майлза Эджворта. Ещё одним важным изменением стало улучшение графической части игры: спрайтов и задних фонов.
Впервые об игре упомянули в журнале Famitsu в сентябре 2010 года, а на выставке Tokyo Game Show 2010 произошла первая её демонстрация. В декабре 2010 года на официальном сайте игры появилась демоверсия игры на Adobe Flash, а в 2011 году появилась демоверсия для консоли Nintendo DS. Игра вышла в Японии 3 февраля 2011 года. В 2017 году вышла обновлённая версия для мобильных устройств.
В июне 2024 года был анонсирован сборник Ace Attorney Investigations Collections, в состав которого вошла и Prosecutor’s Gambit. Игра вышла 6 сентября 2024 года на Windows, Xbox One, PlayStation 4 и Nintendo Switch. Она получила обновлённую графику и официальную локализацию.

## Сюжет
Игра поделена на пять сюжетно связанных эпизодов.
1. Turnabout Trigger (яп. 逆転の標的, букв. «Поворотный курок») — вводное дело. Президент небольшого государства Чжэн Фа, Ван Дицзюнь (яп. 王帝君 Тэйкун О:), прибывает в страну действия игры с визитом. Когда он произносит пламенную речь, звучат выстрелы: на президента совершили покушение. Ван Дицзюнь выжил, но жертвой оказался Бастиан Рук (яп. 外城 涯 Тодзиро Гай), его телохранитель. Майлз Эджворт начинает расследовать дело по просьбе генерального прокурора. В ходе расследования выясняется, что преступником оказался Бронко Найт (яп. 内藤 馬乃介 Найто: Маносукэ), который убил своего напарника, чтобы стать главным телохранителем, а покушение было инсценировано самим президентом.
2. The Captive Turnabout (яп. 獄中の逆転, букв. «Пленный поворот») — в тюрьме нашли труп Бронко Найта. Подозрение пало на Симеона Сэйнта (яп. 猿代草太 Сарусиро Со:та), друга потерпевшего. Расследованию Майлза Эджворта помешала судья Верити Гавелль (яп. 水鏡秤 Хакари Микагами), которая назначила на это дело молодого прокурора Юстаса Уиннера (яп. 一柳 弓彦 Итиянаги Юмихико). Чтобы провести расследование, Эджворт прибегает к уловке: он становится ассистентом адвоката Эдди Фендера (яп. 信楽 盾之 Татэюки Сигараки), который раньше также был помощником отца Эджворта. Они обращают внимание на сразу нескольких подозреваемых из числа заключённых, однако выясняют, что жертву убила надзиратель тюрьмы Фифи Лагард (яп. 美和マリー Мива Мари:).
3. Turnabout Legacy (яп. 受け継がれし逆転, букв. «Унаследованный поворот») — третье дело, которое связано с событиями, произошедшими за 18 лет до начала игры. В некоторых отрезках дела игрок принимает роль Грегори Эджворта, адвоката и отца Майлза. В них Грегори вместе с Фендером расследует дело об убийстве Пола Холика (яп. 氷堂 伊作 Хё:до: Исаку). В настоящее же время Эджворт расследует инцидент, когда в том же здании чуть не погиб кондитер Кармело Густо (яп. 風見　豊 Ютака Кадзами).
4. A Turnabout Forsaken (яп. 忘却の逆転, букв. «Отвергнутый поворот») — получившую амнезию Кей Фарадей обвиняют в убийстве адвоката Рози Рингер (яп. 籠目 つばさ Кагомэ Цубаса). Эджворт сталкивается с прокурорским комитетом, который угрожает лишить его статуса прокурора при вмешательстве в расследование. Эджворт добровольно сдаёт свой значок и начинает совместное расследование с другим прокурором, Франциской фон Кармой. Они находят место проведения подпольного аукциона, на котором распродавались улики из различного рода уголовных дел. Также они обнаружили доказательство того, что у убийцы Рози Рингер был след от ожога на подбородке. В процессе расследования становится известной личность организатора аукциона: это был Эксельсиус Уиннер (яп. 一柳 万才 Итиянаги Бансай), отец Юстаса и бывший генеральный прокурор. Во время допросов Юстас случайно оговаривается, что у его отца есть след от ожога, тем самым выдав его как убийцу Рози Рингер.
5. Turnabout for the Ages (яп. 大いなる逆転, букв. «Поворот на века») — в пятом деле жертвой становится Ван Дицзюнь. В то же время Эксельсиус Уиннер пытается обернуть судебное заседание по делу Фифи Лагард — убийцы из второго эпизода — в её пользу. Для этого он похитил приёмного сына Верити Гавелль, судьи на том заседании. Майлз Эджворт начинает расследование, в ходе которого выясняется, что Ван Дицзюнь на самом деле погиб 12 лет назад. Тот, кто якобы был президентом после этого, в действительности был его двойником. Он нанял слепого убийцу, Бодхимхарму Каниса (яп. 鳳院坊 了賢 Рё:кэн Хо:имбо:), чтобы устранить настоящего президента и занять его место. В этом ему помогли Эксельсиус Уиннер и Фифи Лагард. В финале оказалось, что Симеон Сэйнт — сын Кармело Густо и «кукловод», стоящий почти за всеми событиями игры.

## Геймплей
Геймплей в Prosecutor’s Gambit не претерпел серьёзных изменений по сравнению с предыдущей игрой, Ace Attorney Investigations: Miles Edgeworth. Игрок, играя за прокурора, должен раскрывать дела об убийствах. Игровой процесс разделён на две стадии: расследование и опровержение.
Во время расследования игроку предстоит исследовать места преступлений в поисках улик и разговаривать со свидетелями, чтобы получить сведения о деле. Когда Эджворт замечает что-то, он может запомнить это в виде мыслей. Использовав функцию «логики», игрок может объединить две такие мысли. Если они связаны, будет получена новая информация о деле. Иногда игроку нужно будет управлять указателем, чтобы осмотреть локации. Если в такие моменты использовать опцию «дедукции», игрок должен будет выявить противоречие между имеющимися уликами и самим местом преступления. Когда игрок правильно укажет на противоречие, он получит новые сведения о деле. В некоторые моменты расследования приходится использовать устройство под названием «Маленький вор», которое создаёт голограмму, воссоздающую место преступления. При исследовании голограммы игрок может получить ту информацию, которая иначе была бы недоступна. С появлением новых улик и сведений голограмма способна обновляться. В Prosecutor’s Gambit появилась новая игровая механика для стадии расследования: «логические шахматы». Когда персонаж отказывается говорить, Эджворт может его допросить, что визуализируется как игра в шахматы. Цель игрока — разбить фигуры оппонента. Для этого требуется грамотно вести диалог: либо выслушивать другого персонажа, либо говорить самому. После окончания фазы расследования начинается этап опровержения.
Во время фазы опровержения свидетель или другой персонаж высказывают свою точку зрения насчёт произошедшего. Игрок может «надавить» на него, чтобы получить больше сведений, или предъявить улику, которая противоречит словам очевидца. Таким образом персонаж продвигается всё ближе и ближе к раскрытию преступления.

## Критика
| Иноязычные издания | Иноязычные издания |
| Издание            | Оценка             |
| ------------------ | ------------------ |
| Famitsu            | 32/40              |
| Jeuxvideo.com      | 19/20              |

Рецензенты журнала Famitsu положительно оценили сюжет игры, назвав сюжетные повороты, возникающие после напряжённых ситуаций, «захватывающими». Также они отметили чувство срочности, которое привнесли «логические шахматы». «Великолепное» использование звуковых эффектов, по мнению авторов, стало ещё одним преимуществом игры. Автор обзора на игру на сайте Jeuxvideo.com посчитал Prosecutor’s Gambit лучшей игрой в серии Ace Attorney. Главной «изюминкой» он назвал персонажей и сюжет, который до самого конца держит игрока в напряжении. По его словам, последний эпизод игры был «продолжительным и захватывающим», особенно в сравнении с похожими на обучение первыми делами из других игр серии. Геймплей показался ему практически одинаковым с Ace Attorney Investigations, но проблемой это не оказалось: по его мнению, это лучший формат расследований в серии, а хорошо реализованная механика «логических шахмат» лишь дополняет его.
В 2011 году журнал Game Informer поставил игру на 8 место в списке лучших компьютерных игр, которые не выпускались в североамериканском регионе. В 2012 году сайт GamesRadar поместил Gyakuten Kenji 2 в список из семи игр, которым «требуется западная локализация». В статье в журнале NF Magazine назвали отсутствие локализации прискорбным, так как игра — ключевая часть сюжетной линии Майлза Эджворта.

### Комментарии
1. ↑  Название игры из неофициальной локализации игры на английский язык.
2. ↑  Так как игра не выходила за пределами Японии и обладает лишь неофициальной англоязычной локализацией, любые термины и имена, которые не появлялись в официально локализованных играх, здесь и далее будут соответствовать фанатской адаптации, но с указанием японских имён.